# Блюз під дощем
«Блюз під дощем» («Lietus blūzs») — радянський художній фільм 1982 року, знятий режисером Ольгертом Дункерсом на Ризькій кіностудії.

## Сюжет
Тридцятирічна Іриса — розумна та красива. Але щастя все немає. Максималістка за вдачею, вона не допускає у своєму житті будь-яких компромісів. Ось і тепер, знявши кімнату в приватному будинку налаштувача Фрейберга, після набридлих залицянь господаря вона нарешті залишає і цей будинок.

## У ролях
- Расма Гарне — Іріса
- Егонс Майсакс — Артурс
- Альгірдас Паулавічюс — Зігірс
- Юріс Леяскалнс — Фрейбергс
- Велта Ліне — завідуюча магазином
- Марина Калмикова — Агіта
- Улдіс Ваздікс — скульптор
- Ласма Мурнієце-Кугрена — Арія
- Антра Лієдскалниня — Велта
- Ельза Радзіня — дружина Фрейберга
- Маріс Аузіньш — роль другого плану
- Світлана Блесс-Путе — роль другого плану
- Гунарс Цилінський — колишній чоловік завідувачки магазину
- Рамонс Кепе — роль другого плану
- Майя Кірсе — роль другого плану
- Айварс Лейманіс — роль другого плану
- Едгарс Лієпіньш — роль другого плану
- Ірмгарде Мітревіце — роль другого плану
- Харійс Спановскіс — роль другого плану
- В. Стабулнієце — роль другого плану
- Майга Майнієце — роль другого плану
- Георг-Юріс Пучка — роль другого плану
- Едгар Звея — роль другого плану

## Знімальна група
- Режисер — Ольгерт Дункерс
- Сценарист — Дагнія Зігмонте
- Оператори — Харійс Кукелс, Генріх Піліпсон
- Композитор — Раймонд Паулс
- Художник — Інара Антоне